# Club Natació Granollers
El Club Natació Granollers (CN Granollers) és un club poliesportiu de Granollers, fundat el gener de 1967.
Des del principi, el club estava especialitzat en natació. Amb Josep Bernaus com a primer president, l'entitat de seguida va inaugurar instal·lacions esportives consistents en dues piscines, un frontó i una pista de voleibol. El voleibol, el salt de trampolí i l'escafandrisme són alguns dels primers esports que va promoure. Diversos esportistes del club que han participat en finals estatals de natació, natació sincronitzada i waterpolo han obtingut medalles. El 2013, tres de les sincronistes del club, Laia Pons, Meritxell Mas, i Cristina Salvador, van aconseguir medalles al Campionat del món de natació de Barcelona.
El 2014 va anunciar que faria un gran centre de sincronitzada a les Franqueses.
L'octubre de 2017 el president del Club, Eduard Escandell, va rebre una placa commemorativa de la Federació Espanyola de Natació pels 50è aniversari de l'entitat.

## Palmarès
- 2 Campionat d'Espanya de natació sincronitzada per equips: 2008-09, 2009-10